# Fertőszéplak, Győr-Moson-Sopron
Fertőszéplak  este un sat în districtul Sopron, județul Győr-Moson-Sopron, Ungaria, având o populație de 1.278 de locuitori (2011). 

## Demografie
Componența etnică a satului Fertőszéplak
     Maghiari (94,83%)
     Germani (3,79%)
     Alții (1,38%)
Componența confesională a satului Fertőszéplak
     Romano-catolici (70,66%)
     Fără religie (4,69%)
     Reformați (1,41%)
     Luterani (1,02%)
     Necunoscută (21,05%)
     Alte religii (1,8%)
Conform recensământului din 2011, satul Fertőszéplak avea 1.278 de locuitori. Din punct de vedere etnic, majoritatea locuitorilor (94,83%) erau maghiari, cu o minoritate de germani (3,79%).  Din punct de vedere confesional, majoritatea locuitorilor (70,66%) erau romano-catolici, existând și minorități de persoane fără religie (4,69%), reformați (1,41%) și luterani (1,02%). Pentru 21,05% din locuitori nu este cunoscută apartenența confesională.